# Аулиеколь (Жамбылская область)
Аулиеко́ль (до 6 февраля 2018 года — Кызылта́н, каз. Әулиекөл) — село в Жамбылском районе Жамбылской области Казахстана, входит в состав Айшабибинского сельского округа. 

## География
Село расположено в юго-западной части Жамбылского района, на берегу реки Кышы Акколь, в 19,5 километрах к югу от районного центра села Аса, в 8 километрах к западу от административного центра сельского округа села Айша-Биби. Ближайшая железнодорожная станция Чолдала — расположена в 17 километрах к юго-востоку от села (по дороге — 26,6 км). Соседние населённые пункты: Айша-Биби в 8 километрах к востоку. Южнее села проходит автодорога международного значения A2. Высота центра населённого пункта — 642 метров над уровнем моря.

## Население
| Численность населения | Численность населения | Численность населения |
| 1989                  | 1999                  | 2009                  |
| --------------------- | --------------------- | --------------------- |
| 243                   | ↗337                  | ↘172                  |

Процентное соотношение численно-преобладающих национальностей согласно переписи 1989 года:
| Национальность | Процентное соотношение |
| -------------- | ---------------------- |
| Казахи         | 66 %                   |
| Другие         | 34 %                   |